# Weichzeichnen

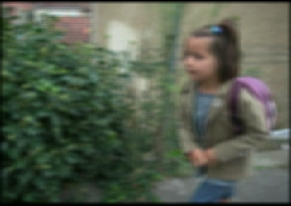
Weichgezeichnetes Foto

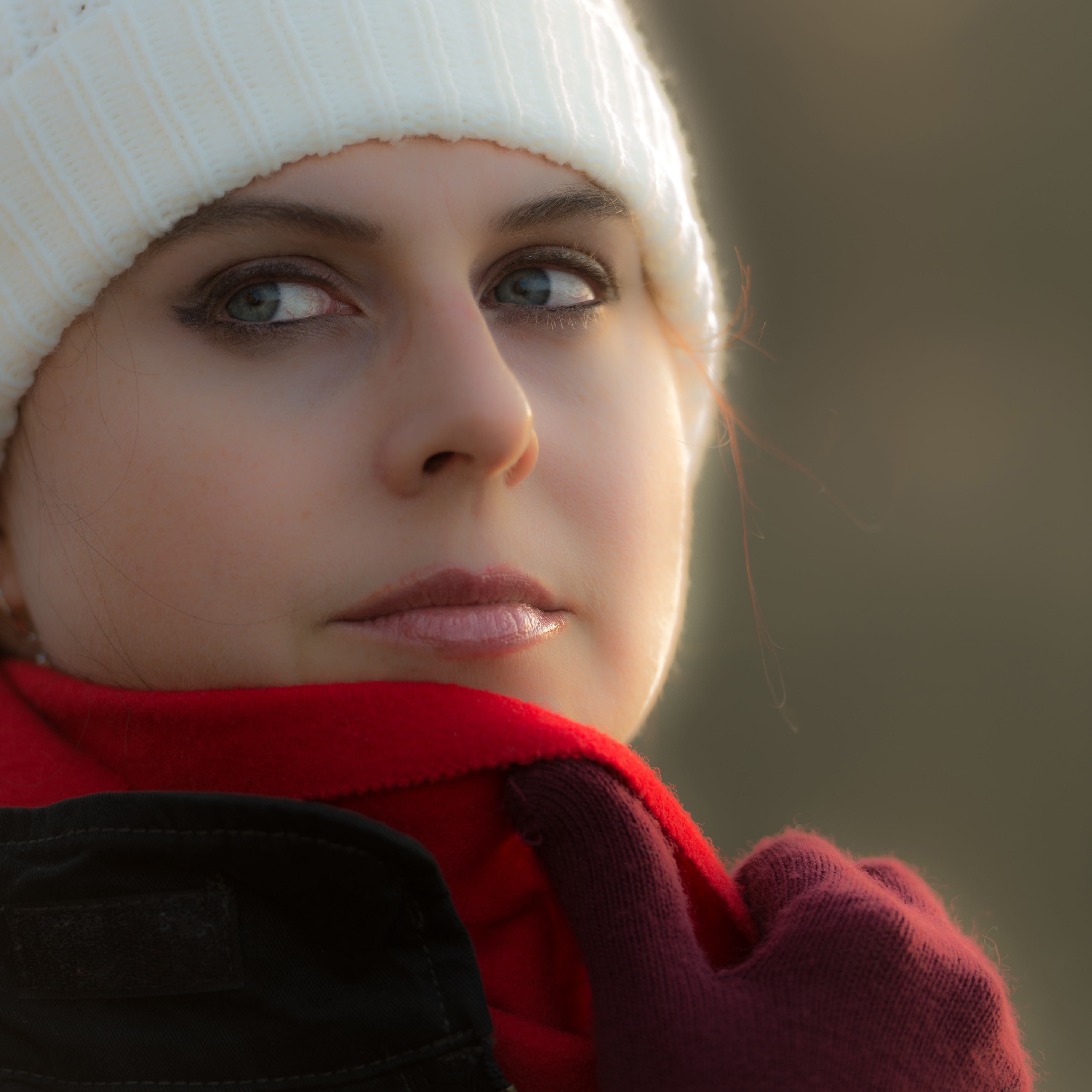
Weichzeichnung durch Kontrastverminderung ohne Einbüßung der Schärfe bei einem Porträt

Als Weichzeichnen wird die bewusste Veränderung eines Fotos bezeichnet, bei der die Zeichnung, der Kontrast des Bildes oder dessen Brillanz verringert werden. Das Ergebnis dieser Bildgestaltung ist eine Weichzeichnung des Bildes oder von bestimmten Teilen des Bildes.

## Merkmale
Das Weichzeichnen eines Fotos ist eine besondere Art der Kontraständerung.
Aus technischer Sicht wird der Kontrast verringert, denn es entstehen kontrastarme Flächen. Diese Kontrastverringerung kann sehr differenziert verwendet werden
- in bestimmten Bildbereichen,
- für bestimmte Farben,
- in ausgewählten Helligkeitsbereichen oder
- eine Kombination der oben genannten

Aus gestalterischer Sicht stellt diese Kontrastverringerung eine Stilisierung lokaler Bildbereiche dar und wirkt daher als Differenzierung gegenüber anderen Bildinformationen. Diese Stilisierung erhöht die Wahrnehmung erwünschter Bilddetails und stellt daher eine besondere – gestalterische – Kontrasterhöhung dar.

Im linken Bild enthalten die Haare mehr Zeichnung, im rechten Bild wurde der Kontrast innerhalb des Haarbereichs verändert.

## Abgrenzung

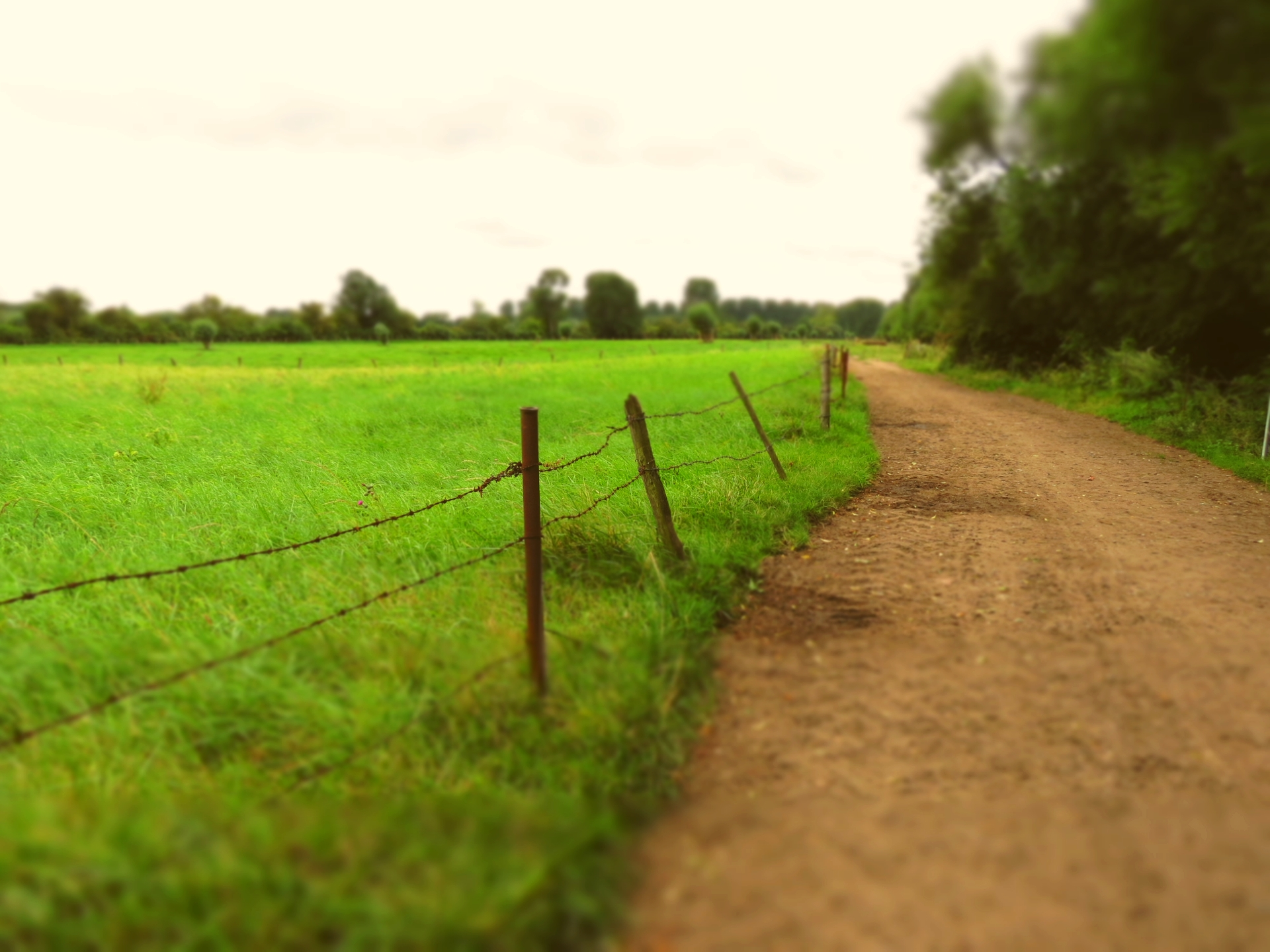
Weichzeichner zur Simulation geringer Schärfentiefe

Weichzeichnen ist ein bewusst erzeugter Vorgang der Bildveränderung (zur Verringerung der Zeichnung) und damit etwas anderes als die Sichtbarkeit von Unschärfe. Unschärfe ist ausschließlich ein Maß zur Qualitätsbeurteilung von Bildern, weichzeichnen dagegen ein Mittel der Inszenierten Fotografie zur Veränderung der Bildaussage.
Weichzeichnen ist eine Veränderung der Bildaussage mit Hilfe technischer Mittel. Die ästhetische Qualität dieser Veränderung wird als Bokeh bezeichnet. Ein Bokeh ist ausschließlich ein Begriff der Ästhetik, kein Maß für die Stärke oder Differenzierung einer Weichzeichnung.

## Varianten
Es gibt sehr viele Möglichkeiten, um ein Bild weichzuzeichnen.
1. Die Weichzeichnung vor der Bildspeicherung. Die dabei verwendeten Methoden sind unabhängig von der Art der Bildspeicherung (Film, Datei). Exemplarisch lassen sich nennen:
  1. Die Beeinflussung des Lichtes (Beispiel: diffuses Licht)
  2. Die Verwendung von Effektfiltern (Beispiel: Effektfilter)
  3. Die bewusste Anwendung von Objektiven (Defokussierung)
  4. Die Verwendung von speziellen Weichzeichnerobjektiven, die z. B. durch einstellbare sphärische Aberration eine Weichzeichnung bewirken
  5. „Hausmittel“ wie Vaseline (oder Hautfett aus der Nasenfalte) auf einem Filter vor dem Objektiv; über das Objektiv gespannte Nylonstrümpfe (verschiedene Wirkung durch schwarze, weiße oder braune)
2. Die Weichzeichnung nach der Bildspeicherung.
  1. Die Weichzeichnung eines analogen Bildes kann im Wesentlichen durch den richtigen Einsatz von Effektfiltern und Objektiven (im Vergrößerungsgerät) erfolgen.
  2. Digitale Bilder lassen sich durch unzählige Softwarelösungen weichzeichnen.

Eine Sonderstellung nimmt das automatische Optimierungsverfahren von Foto-Großlaboren ein. Hier befindet sich im Lichtschacht – zwischen Film und Fotopapier – eine transparente Spezial-Scheibe. Diese transparente Scheibe kann durch Strom partiell geschwärzt werden. Diese Schwärzung bildet immer ein weichgezeichnetes Abbild des Fotos ab. Mit Hilfe dieses Verfahrens werden seit Beginn der 1990er Jahre alle in Großlaboren gefertigten Fotos optimiert.

## Weichzeichnerobjektive

Landschaftsaufnahme mit Weichzeichnerobjektiv

Die zur Weichzeichnung verwendeten Objektive werden als Weichzeichner bezeichnet. In manchen Epochen der Fotografie, wie in der Zeit am Beginn des 20. Jahrhunderts wurde dies als bewusste Abkehr von der naturalistischen Darstellung akribisch genauer und scharfer Aufnahmen angesehen.
Von der Industrie werden heute verschiedene Spezialobjektive für diesen Einsatzzweck angeboten.
Beispiel für Weichzeichnerobjektive sind:
- Rodenstock-Imagon-Objektive und Objektivköpfe mit austauschbaren Siebblenden (verschiedene Brennweiten für verschiedene Bildformate)
- Sima 2/100mm Objektiv mit austauschbaren Siebblenden
- Minolta Varisoft-Objektiv mit stufenlos variabler Weichzeichnung (Minolta 2,8/85mm Varisoft)
- Minolta Soft Focus-Objektiv mit stufenlos variabler Weichzeichnung (Minolta AF 2,8/100mm Soft Focus)
- Canon Soft Focus-Objektiv mit zwei Weichzeichnungsstufen (abschaltbar) (Canon EF 135mm 1:2.8 Softfocus)
- Seiboldsches Dreamagon-Objektiv mit Spaltsegmentblende (4/90mm)

## Gaußscher Weichzeichner
Eine typische Softwarelösung zur Weichzeichnung von digitalen Fotos ist der Gaußsche Weichzeichner mit Hilfe des Gauß-Filters. Der Name beruht dabei auf der „Gaußschen“ Normalverteilung, die durch Johann Carl Friedrich Gauß entwickelt wurde.

Vergleich zwischen Unschärfe, Schärfe und Weichzeichnung
Unscharfes Ausgangsfoto
Scharfes Ausgangsfoto
Scharfes Bild, das mit „Gaußschem Weichzeichner“ verändert wurde
Gestalterische Mischung von scharfem und weichgezeichnetem Foto

## Anwendung

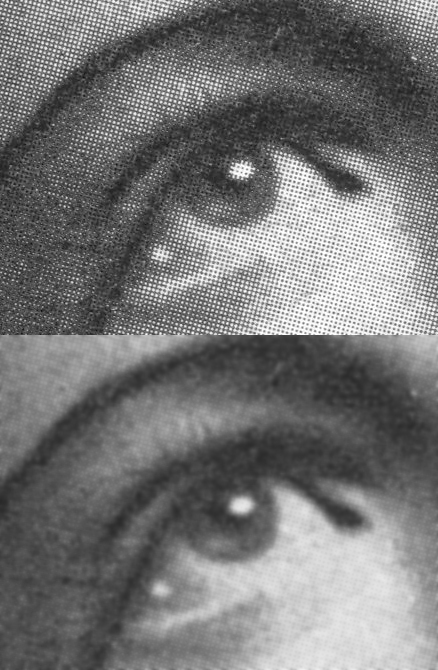
Verringerung eines störenden Druckrasters durch Weichzeichnen

Ein in der klassischen Fotografie verwendetes Weichzeichnerobjektiv oder ein Weichzeichnerfilter erzeugt ein scharfes Bild, dem ein Anteil Unschärfe überlagert ist. Hierdurch wirkt das Bild, welches immer noch als scharf empfunden wird, als romantisch und traumhaft. Derartige Effekte sind beispielsweise in der Porträtfotografie beliebt, da grobporige Haut deutlich glatter wirkt.
Weiterhin gibt es Weichzeichnungsfilter, die nur flächenhafte Objekte erfassen, aber Bildkanten unverändert lassen, sogenannte Despeckle- oder Medianfilter.
Digitale Weichzeichnung ist eine Tiefpass-Filterung. Kleine Strukturen (die „Zeichnung“) werden damit herausgefiltert. Darum kann Weichzeichnung auch eingesetzt werden, wenn Rasterungen entfernt werden sollen.
Weichzeichnen wird gerne bei Porträtfotografie verwendet, wobei insbesondere bei der digitalen Nachbearbeitung zwecks Weichzeichnen die Augen ausgespart bleiben, da diese bei Porträts immer scharf abgebildet sein sollten. Ebenso kommen Weichzeichner in der Aktfotografie zum Einsatz. Dagegen wird in der Landschaftsfotografie das Weichzeichnen gewöhnlich nicht eingesetzt.